# Johannes Kinnvall
Johannes Kinnvall, född 28 juli 1997 i Gävle, är en svensk professionell ishockeyspelare som spelar för Brynäs IF i SHL. Hans moderklubb är IK Sätra. 